# Schloss Burgrain

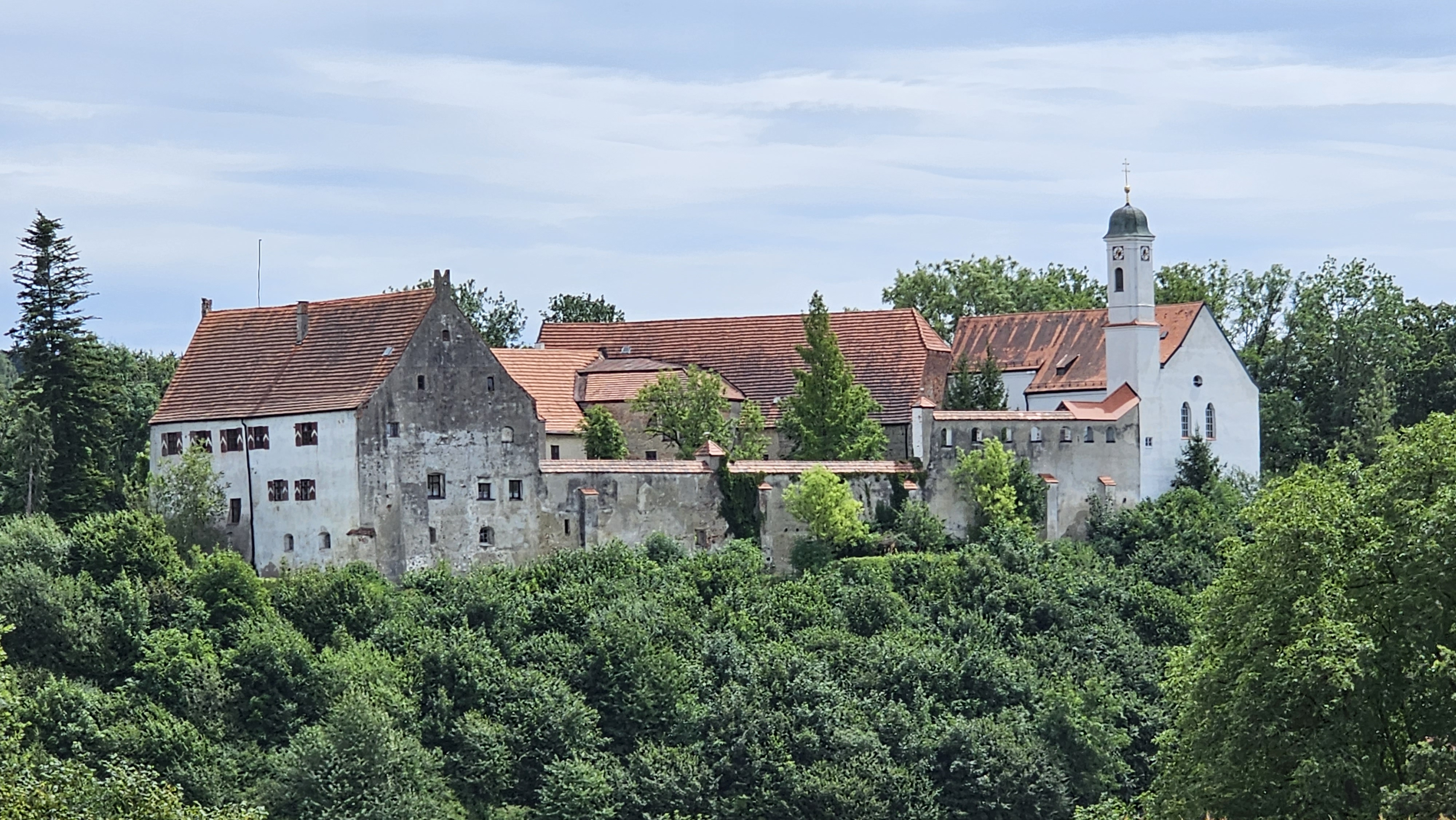
Schloss Burgrain heute

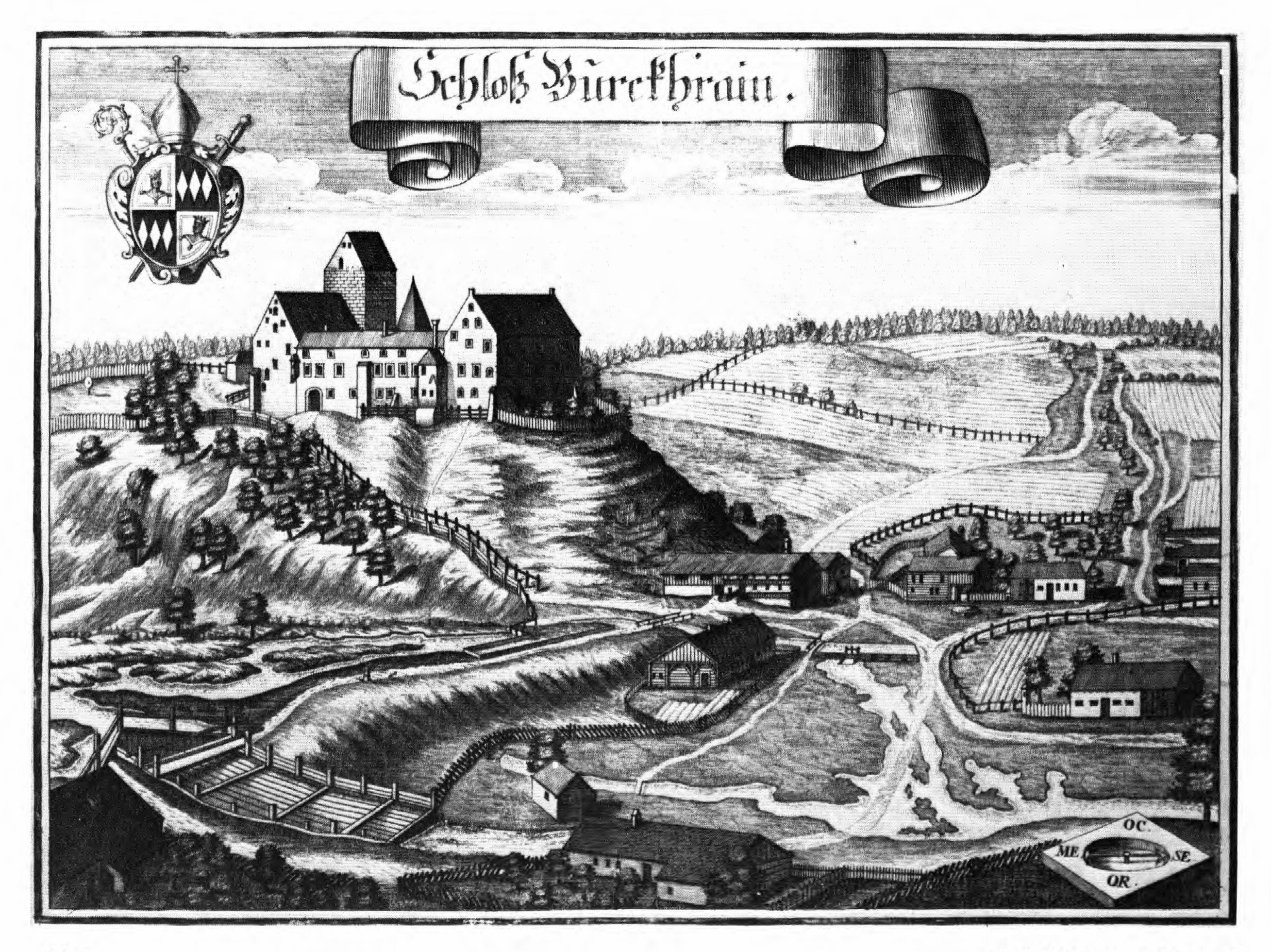
Kupferstich von Michael Wening in Topographia Bavariae um 1700

Schloss Burgrain ist ein mehrflügeliger Schlossbau, einst Sitz der reichsunmittelbaren Herrschaft Burgrain des Hochstifts Freising. Er liegt auf einem vorspringenden Geländesporn im oberen Isental, zweieinhalb Kilometer südlich vom Markt Isen im Landkreis Erding von Oberbayern.

## Geschichte

Schloss Burgrain 1699 auf einem Gemälde im Fürstengang Freising

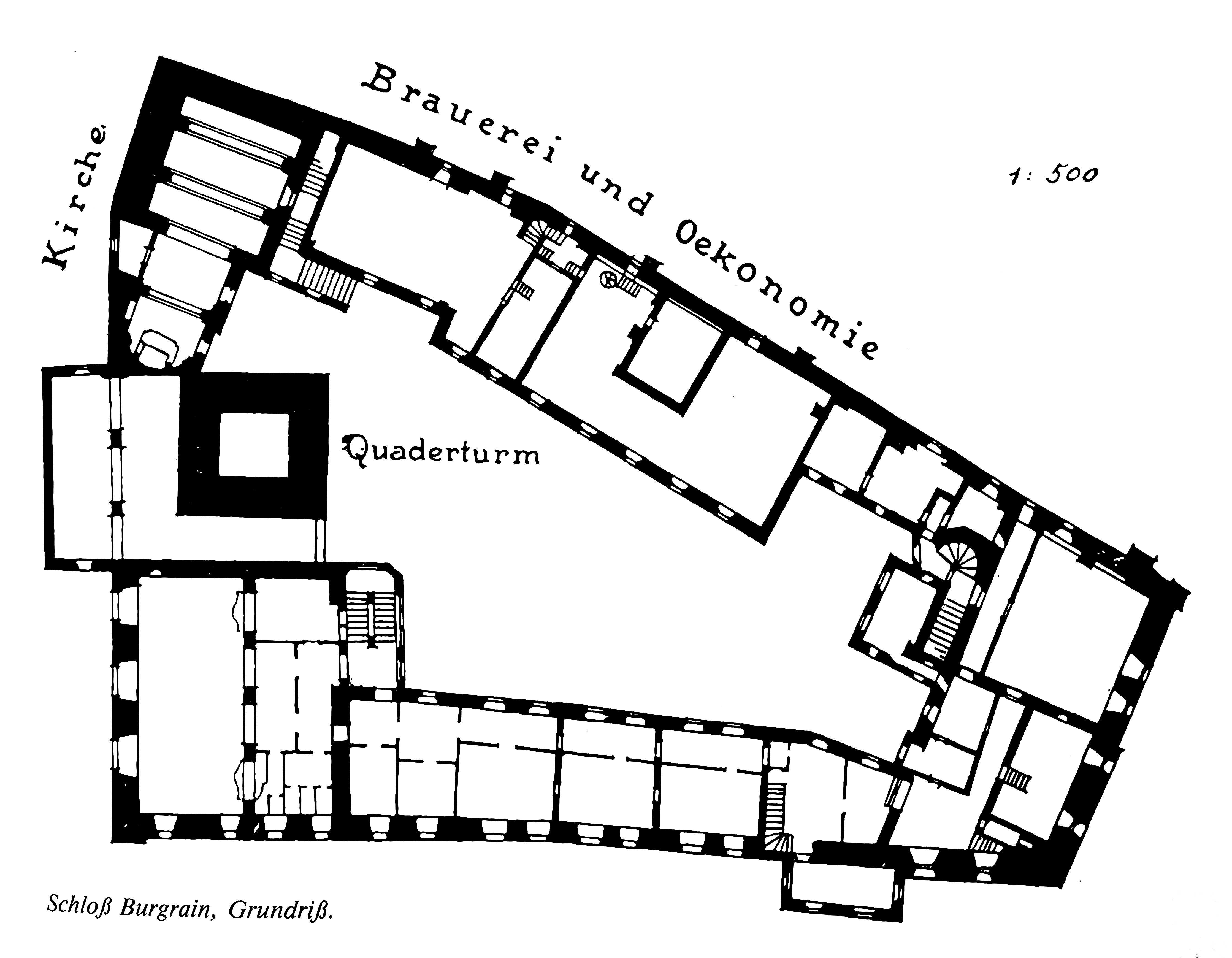
Grundriss des Schlosses aus der Zeit um 1890/95

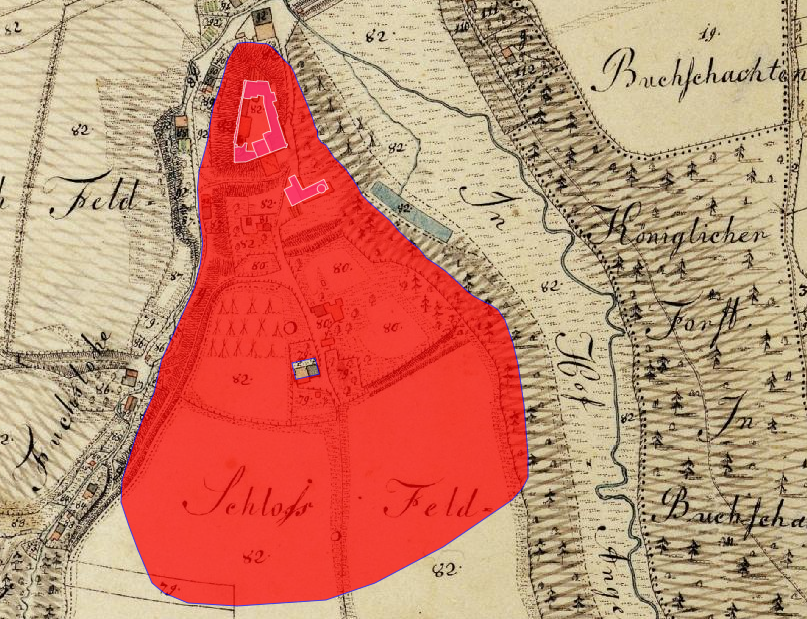
Lageplan von Schloss Burgrain auf dem Urkataster von Bayern

Von 784 bis 811 wird unter Bischof Atto von Freising eine erste Befestigung errichtet. Durch einen Vertrag aus dem Jahre 1025 soll Kunigunde, die Witwe von Kaiser Heinrich II., den Herrschaftsbesitz samt Kloster Isen als Fiskalgut zur lebenslangen Nutzung erhalten haben. Belege für die Legende, dass sie auch einen Teil ihres Lebens auf der Burg Burgrain verbracht haben soll, gibt es allerdings nicht.
Ab 1140 bis 1290 war die Burg Sitz der Herren von Burgrain, einem Freisinger Ministerialengeschlecht. Um 1200 wird die „heutige“ mittelalterliche Burganlage errichtet, eine Vierflügelanlage mit einem freistehenden Bergfried und Halsgraben sowie weitere Voranlagen. 1227 wird die Burg fürstlich-freisinger Burggrafensitz der Herrschaft Burgrain. Die Reichsunmittelbarkeit Burgrains ist indirekt einem Vertrag Bischof Emichos von Freising mit dem niederbayerischen Herzog vom 8. Oktober 1284 zu entnehmen. Im Konflikt mit den Grafen von Haag wird 1317 die Burg von diesen eingenommen, es kommt zu einem Gerichtsstreit zwischen Freising und Haag. 1382 wird Burgrain zeitweise an die Fraunberger Grafen von Haag verpfändet. 1421 kaufte Bischof Hermann von Cilli das verpfändete Burgrain von Georg von Fraunberg zurück. Auch in der Folge war Burgrain öfters verpfändet. Der Hauptort der Herrschaft Burgrain, Isen, erhielt von Kaiser Sigismund durch Vermittlung des Freisinger Bischofs Nikodemus della Scala 1434 die Marktrechte verliehen. Das Stift St. Zeno bildete weiterhin einen selbständigen Verwaltungkörper.

Detailansicht vom Fürstengang-Gemälde

In der ersten Hälfte des 15. Jahrhunderts werden unter Bischof Nikodemus umfangreiche An- und Umbauten vorgenommen, es entsteht u. a. der Fürstenstock mit großen Saal. Im Dreißigjährigen Krieg kommt es zur Plünderung und Brandschatzung durch schwedische Truppen in den Jahren 1630 und 1633, 1634 wütet die Pest in Burgrain und Isen. 1639 brennt das Schloss, als Folge werden weitere Umbauten vorgenommen. Fürstbischof Johann Franz Eckher von Kapfing und Lichteneck (1649 – 1727) ließ Teile der Burg umbauen, um dem Gebäude mehr den repräsentativen Charakter eines Schlosses zu verleihen und ließ 1719 bis 1723 auch die große Schlosskirche St. Georg errichten. Der Bergfried wurde um 1800 um etwa 40 % abgetragen. Die Nagelfluhquader wurden zum Bau eines Bierkellers verwendet, der zum Einlagern von Braunbier notwendig geworden war.
Durch die Säkularisation in Bayern gelangte die Herrschaft Burgrain am 11. Dezember 1802 in den Besitz Kurpfalz-Bayerns. Das Schloss wurde 1804 versteigert und gelangte über Gräfin von Ludolph an Josef Gnatz, dessen Familie auf Schloss Burgrain Brauerei und Ökonomie bis 1906 betrieben. 1906 wurde der Bau in ein Blindenheim des Vereins „Versorgungs- und Beschäftigungsanstalt für erwachsene Blinde in München“ umgewandelt und 1910 feierlich eröffnet. Seit 1919 wird das Schloss wieder als privater Wohnsitz durch Nachfahren des damaligen Käufers Major a. D. Klapp genutzt. Nach Abbruch der aufgelösten Brauerei auf der Westseite des Burghofes in den Jahren 1983 und 1986 bietet der Innenhof wieder den Charakter der ursprünglichen Wehranlage.

## Baubeschreibung

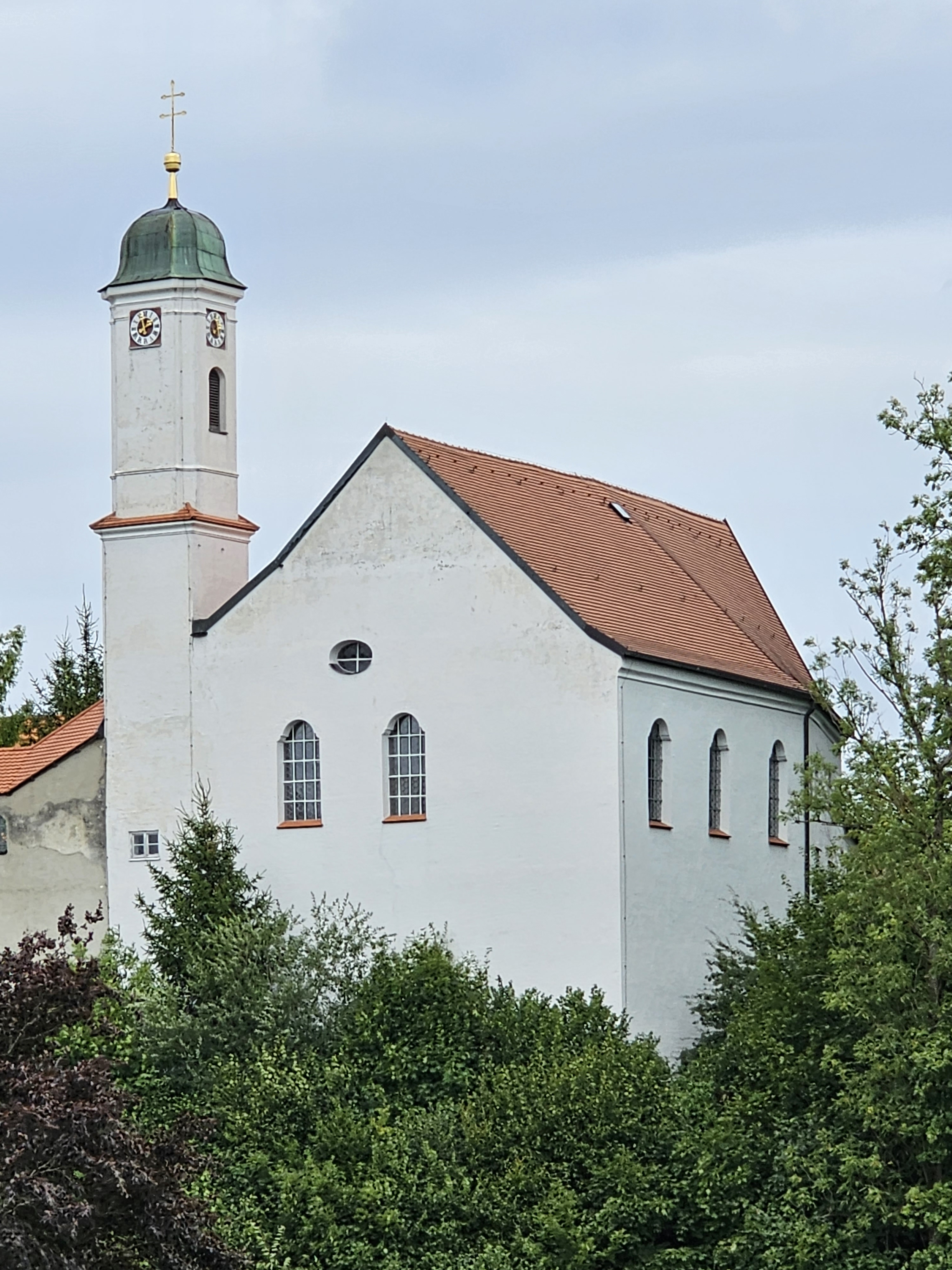
Schlosskirche St. Georg

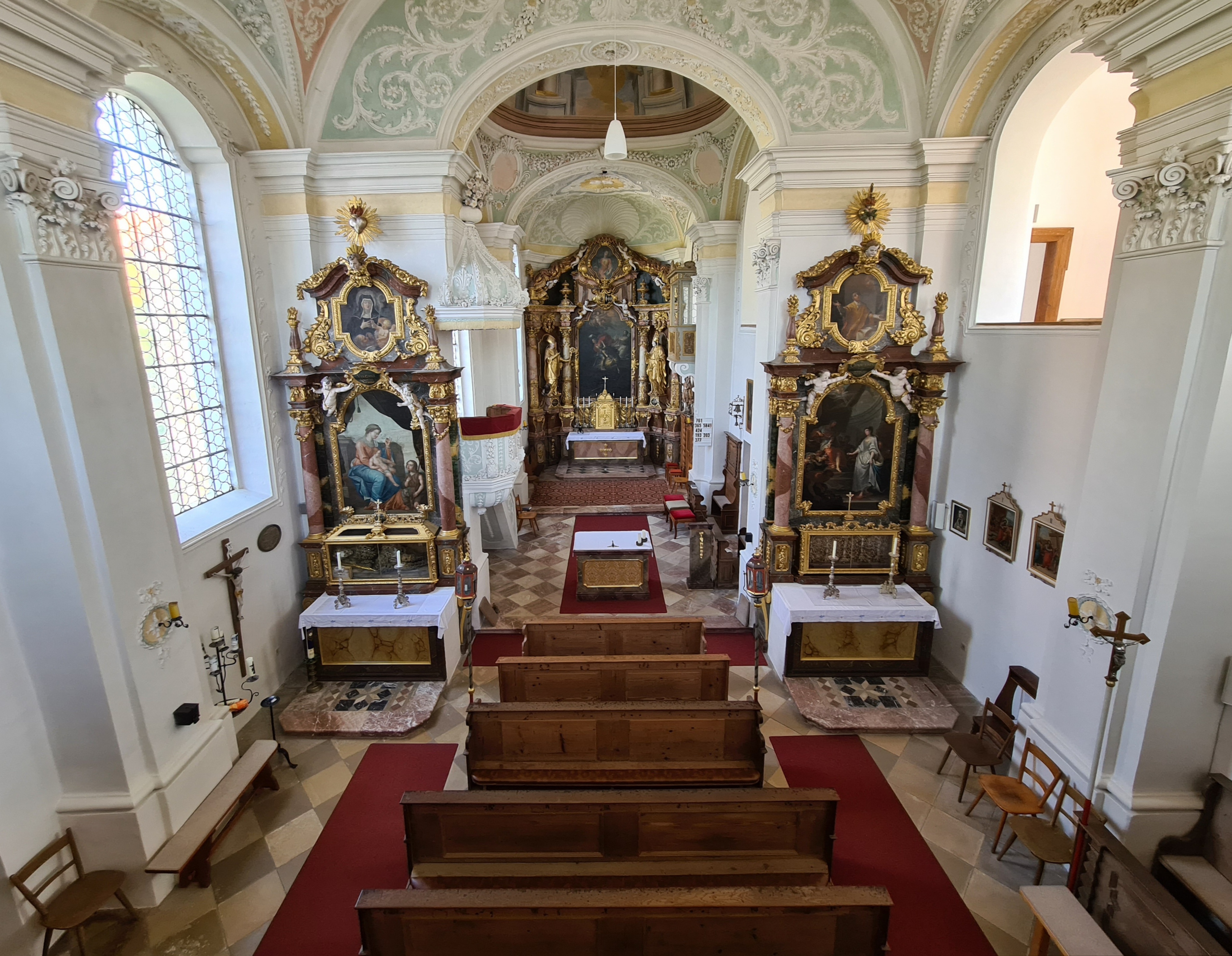
Innenraum der Kirche

### Schloss Burgrain
Schloss Burgrain ist ein langgezogener dreiflügeliger Schlossbau in Spornlage auf einem gegen Nordwesten stark abfallenden Schlossberg (40 Meter über der Isen). In der Mitte des Südflügels steht der dachhohe Bergfried mit 2,50 Meter dicken Mauern (Nagelfluhquader-Verkleidung). Der Ostflügel ist ein langer schmaler dreigeschossiger Wohntrakt. Gegen Norden befindet sich der 28 Meter lange Fürstenbau. Bis zur ersten Obergeschoss-Deckenhöhe ist die Außenmauer des Westflügels noch vorhanden, um noch so einen geschlossenen trapezförmigen Innenhof (54,5 × 37,5 Meter) zu bilden.
Die Anlage ist unter der Aktennummer D-1-77-123-30 als denkmalgeschütztes Baudenkmal von Burgrain verzeichnet. Ebenso wird sie als Bodendenkmal unter der Aktennummer D-1-7838-0141 im Bayernatlas als „untertägige mittelalterliche und frühneuzeitliche Befunde im Bereich von Schloss Burgrain und seinen Vorgängerbauten bzw. älteren Bauphasen sowie der Kath. Filialkirche und Schlosskapelle St. Georg sowie Abschnittsbefestigung vor- und frühgeschichtlicher Zeitstellung“ geführt.

### Schlosskirche St. Georg
Am Südwesteck des Schlosses befindet sich die barocke Schlosskirche St. Georg (Innenlänge 19 Meter). Das Bodenniveau der Kirche ist, da sich darunter eine frühgotische Unterkirche befindet, im ersten Obergeschoss, vom Innenhof führt eine Treppe zum Kircheneingang hinauf. Außen sitzt am Kirchen-Nordwest-Eck ein Rokoko-Dachreiter. 
Der Neubau erfolgte bis 1719 durch Dominik Gläsl unter Fürstbischof Johann Franz Eckher von Kapfing und Lichteneck. Das Innere des dreijochigen Langhauses und des stark eingezogenen Chors (zweijochig, halbrunder Abschluss) sind reich mit zartem Rokoko-Stuck geschmückt. Stuckarbeiten erfolgten durch Nikolaus Liechtenfurtner. Das Deckengemälde im Langhaus stellt Maria Immaculata dar. Im rechten Seitenaltarbild (Johann Caspar Sing, 1723) ist zu betrachten, wie die heiliggesprochene Kaiserin Kunigunde bei einem Gottesurteil über glühende Pflugscharen schreitet. Dies soll sich auf Burgrain ereignet haben. Das Bild des die ganze Chorbreite einnehmenden Hochaltars stellt den Hl. Georg hoch zu Ross dar, ebenfalls von J. C. Sing.
Die Schlosskirche steht unter Denkmalschutz (Akten-Nr. D-1-77-123-31).

### Ehemalige Ökonomie der Burg Burgrain
Die ehemalige Ökonomie der Burg Burgrain besteht aus der ehemaligen Schäfflerei und Schmiede, Pferde- und Schweinestall und Remise (alle aus dem 18./19. Jahrhundert) sowie einem Eiskeller (um 1800).
Die Gebäude stehen unter Denkmalschutz (Akten-Nr. D-1-77-123-89).